# Arto Tiainen
Arto Tiainen   (Savonlinna, 5 de setembre de 1930 - Mikkeli, 21 de setembre de 1998) fou un esquiador de fons finlandès que va competir durant les dècades de 1950 i 1960.
Durant la seva carrera esportiva va prendre part en quatre edicions dels Jocs Olímpics d'Hivern, el 1956, 1960, 1964 i 1968. Els millors resultats els va obtenir als Jocs d'Innsbruck, el 1964, on guanyà dues medalles: la de plata en el relleu 4x10 km, formant equip amb Väinö Huhtala, Kalevi Laurila i Eero Mäntyranta, i la de bronze en els 50 quilòmetres.
En el seu palmarès també destaquen dues medalles al Campionat del món d'esquí nòrdic, de bronze en el relleu 4x10 quilòmetres, el 1958, i de plata en els 50 quilòmetres, el 1966. A nivell nacional va guanyar onze títols finlandesos, un dels 15 quilòmetres (1958), tres dels 30 quilòmetres (1960, 1961 i 1963), quatre dels 50 quilòmetres (1960, 1962, 1963 i 1968) i tres al relleu (1957, 1962 i 1965). El 1964 i 1965 guanyà la prova dels 50 quilòmetres al Festival d'esquí de Holmenkollen, motiu pel qual va rebre la medalla Holmenkollen el 1965.
Entre 1968 i 1972 va exercir d'entrenador de l'equip finlandès d'esquí de fons. Durant uns mesos fou diputat al Parlament de Finlàndia.